# Castle Dale
Castle Dale er en amerikansk by og administrativt centrum for det amerikanske county Emery County i staten Utah. I 2000 havde byen et indbyggertal på 1.657.
39°12′57″N 111°01′15″V / 39.2158°N 111.0208°V